# Щ-302
Щ-302 — советская дизель-электрическая торпедная подводная лодка времён Второй мировой войны, принадлежала к серии III типа «Щука». Построена в 1930—1933 годах, служила в составе Балтийского флота, погибла на минах в 1942 году, обнаружена в 2019 году.

## История корабля
Лодка была заложена 5 февраля 1930 года на заводе № 189 «Балтийский завод» в Ленинграде под строительным номером 200, спущена на воду 5 ноября 1931 года, 11 октября 1933 года вступила в строй, 14 октября 1933 года вошла в состав Морских Сил Балтийского Моря. При постройке лодка получила имя «Окунь».

### Довоенная служба
- В сентябре 1939 года «Щ-302» выходила на патрулирование Финского залива.
- В ноябре 1939 года — встала на ремонт.
- В 1940-1941 годах прошла капитальный ремонт и модернизацию на заводе № 194 «Кронштадтский морзавод».

### Служба в Великой Отечественной войне
Начало войны «Окунь» встретил в составе Отдельного Учебного Дивизиона ПЛ КБФ в Кронштадте, где лодка проходила испытания после ремонта. В течение 1941 года в строй она не вступила, а почти весь её экипаж ушёл сражаться на фронт. Командование принял капитан-лейтенант В. Д. Нечкин, бывший командир «М-103». «Щ-302» использовалась для проведения экспериментов и опробирования новшеств, 13 сентября 1942 года она первой прошла процедуру безобмоточного размагничивания. 22 сентября в результате налёта немецкой авиации «Окунь» получил осколочные пробоины в прочном корпусе.
10 октября 1942 года «Щ-302» отправилась в первый боевой поход. До острова Лавенсари лодка шла в сопровождении «Щ-311», канонерской лодки «Москва» и тральщиков. Из-за плохой погоды корабли укрылись в бухте Норре-Каппельлахт, а «Щ-302», не заметив подаваемых сигналов, продолжила путь в море. После этого лодка 11-13 октября 1942 года подорвалась на немецких минах. 14 октября финский самолёт «SB-10» находясь к северу от острова Большой Тютерс обнаружил и атаковал глубинными бомбами большое масляное пятно. Возможно, это был след «Окуня», так как других подводных лодок в том районе в это время не было. Вместе с лодкой пропал весь экипаж: 37 человек.
25 декабря 1942 года «Окунь» был исключён из списков ВМФ.

### Поиски и обнаружение
После рассекречивания в 2007 году документов о действиях подводных лодок на Балтике возникла версия, что «Щ-302» более 40 дней не выходя на связь находилась на позиции, обнаруживалась противником и даже совершила торпедную атаку, а погибла только в конце своего похода (в середине ноября 1942 года).
Подводная лодка найдена 1 мая 2019 года подводно-поисковой экспедицией «Поклон кораблям Великой Победы» в районе острова Большой Тютерс на глубине 67 метров. Установлено, что «Окунь», двигаясь в подводном положении, погиб между 11 и 13 октября 1942 года от подрыва на мине в районе третьего отсека с правого борта. Таким образом, версия о длительном нахождении лодки в море не подтвердилась.

## Командиры лодки
- 1935 — ??? — Д. М. Косьмин,
- март-декабрь 1938 — Леонид Степанович Потапов,
- сентябрь 1939 — март 1941 — Леонид Иванович Городничий,
- ???-июнь-август 1941 — Пётр Никитич Драченов,
- август 1941 — октябрь 1942 — Вадим Дмитриевич Нечкин.